# Micromonodon tener

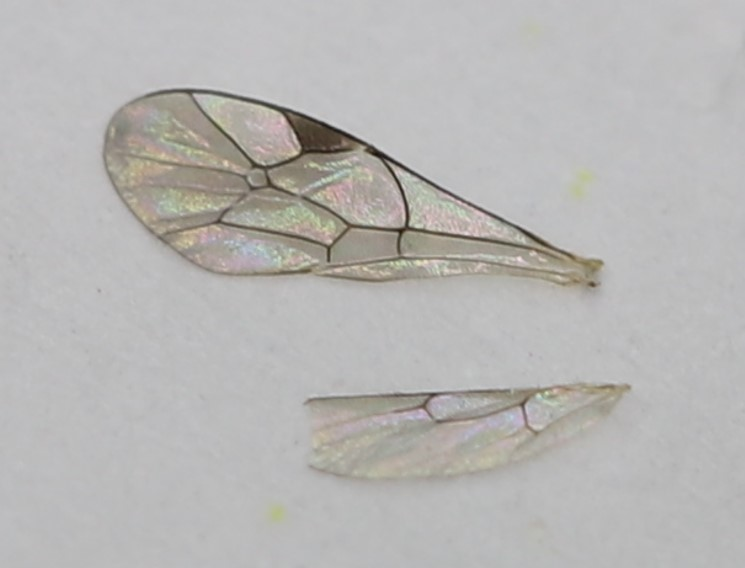
Flügel

Micromonodon tener ist eine Schlupfwespe aus der Unterfamilie der Phygadeuontinae.

## Taxonomie
Die Art wurde im Jahr 1893 von Joseph Kriechbaumer als Hemicryptus tener erstbeschrieben. Seit einer Revision von Horstmann im Jahr 1976 ist sie die Typusart der Gattung Micromonodon Foerster. Sie ist außerdem die einzige Art der Gattung in Europa. Eine sehr nah verwandte Gattung ist Clypeoteles.

## Merkmale
Die überwiegend schwarz gefärbten schlanken Schlupfwespen erreichen eine Länge von 4–5 mm. Die Beine sind rötlich gefärbt mit verdunkelten Partien. Die Schlupfwespen weisen einen ungezähnten Clypeus auf. Die Schläfen sind hinter den Facettenaugen deutlich verengt. Die Facettenaugen sind kahl. Die Schlupfwespen besitzen 25-gliedrige schlanke fadenförmige Fühler. Die Vorderflügel weisen ein fünfeckiges Areolet auf, das durch einen feinen Nerv schwach geschlossen ist. Am Hinterleibsende der Weibchen befindet sich ein feiner gerader mittellanger Legestachel.

## Verbreitung
Micromonodon tener ist in Mittel- und Osteuropa verbreitet. Nachweise der Art gibt es außerdem aus Nordost-Spanien, England, Schweden und Finnland.

## Lebensweise
Die Flugzeit der Imagines von Micromonodon tener dauert von Mai bis November. Insbesondere im Frühjahr beobachtet man beide Geschlechter häufig, im Spätherbst erscheinen nochmals die Weibchen auf der Suche nach Wirten. Über die Lebensweise und Wirte der Art ist wenig bekannt. Die Vertreter der Phygadeuontinae sind als idiobionte Ektoparasitoide bekannt, die Präpuppen und Puppen verschiedenster Gliederfüßer als Wirte nutzen. In Nordost-Spanien schlüpfte aus von im Sommer gesammelten Früchten des Stech-Wacholders (Juniperus oxycedrus) im Winter ein Weibchen von Micromonodon tener.